# Musée de médecine d'Azerbaïdjan
Le musée de médecine d'Azerbaïdjan est un musée à Bakou, en Azerbaïdjan, qui couvre l'histoire de la médecine.

## Histoire
Le musée a été créé par décret du ministère de la Santé de la république d'Azerbaïdjan du 2 juillet 1984. Il fonctionne officiellement depuis le 29 janvier 1986.

## Exposition

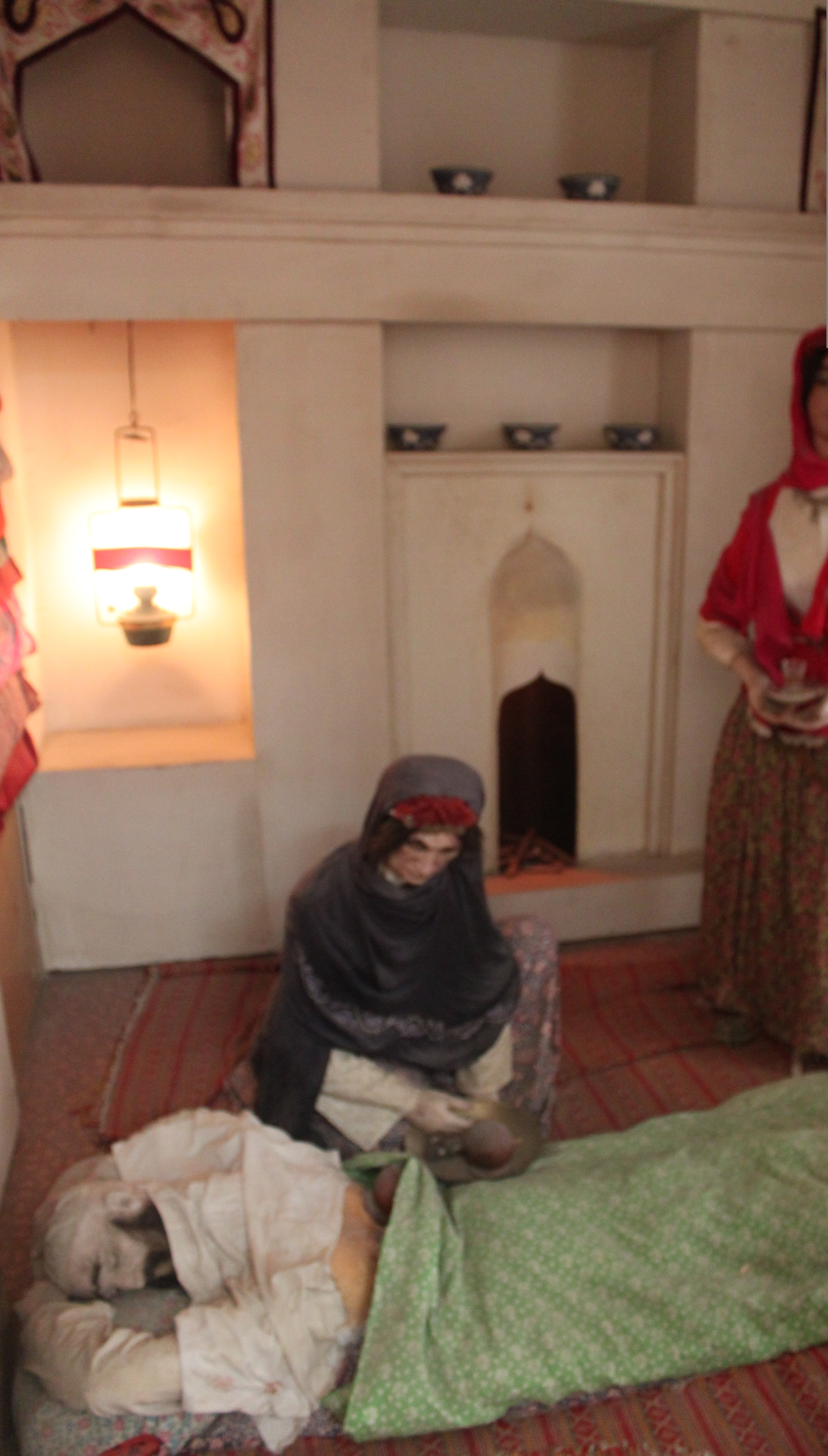
massages par ventouses

L'exposition commence par le bas-relief, qui est une description d'Asclépios (un héros et un dieu de la médecine dans la religion et la mythologie grecques anciennes). À l'entrée, Asclépios et ses filles, Hygie et Panacée ont d'immenses bas-reliefs.
Dans la première salle, un buste d'Abou Ali ibn Sina, l'un des plus grands érudits du XIIe siècle en Orient et la photo du manuscrit de la loi de la science du docteur œuvre écrite en 1143, qui est enseigné dans de nombreuses universités médicales européennes sont illustrées. Cette salle présente également un buste d'Hippocrate, fondateur de la médecine moderne, et un morceau de son célèbre serment. Différents éléments de la médecine grecque et romaine antique, de l'Azerbaïdjan médiéval, de l'Europe de l'Est et de l'Ouest ont été intégrés à des panneaux de cuivre le long des murs.
La deuxième salle présente des instruments chirurgicaux médiévaux, des copies de dossiers médicaux séparés du XIIIe siècle au XIXe siècle dont les originaux sont conservés à l'Institut des manuscrits. Portraits, diplômes, monographies et dissertations des premiers médecins azerbaïdjanais étudiés dans les universités européennes et russes au XIXe siècle, Abdulkhalik Akhundov, l'organisateur du premier traitement médical gratuit à Bakou Mammadrza Vakilov, le premier médecin sanitaire Mustafa Charifov, Bahram Akhundov, Karimbey Mehmandarov, Ibrahim Rahimov, sont exposés dans cette salle. Il y a aussi un coin dédié au scientifique, professeur de l'Université fédérale de Kazan (région de la Volga) Mirza Kazim Bey, qui a enrichi les domaines nerveux et cardiologique avec des expériences scientifiques.
La troisième salle couvre le début du XXe siècle à Bakou. Selon la décision des industriels pétroliers, de nombreuses photographies et documents relatifs à la création d'établissements médicaux équipés de matériel médical moderne ont été démontrés.
Dans la quatrième salle, des informations complètes ont été fournies sur la médecine pendant la période de la première république démocratique de la république démocratique de l'Azerbaïdjan oriental, le premier bâtiment de l'université d'État de Bakou, fondée en 1919, ses premiers recteurs, Vasili Razumovsky et le neuropathologiste Sergey Davidenko, le premier diplômé de la faculté de médecine, des professeurs et des enseignants.
Ici, dans les premières années du pouvoir soviétique en Azerbaïdjan, les activités du Comité de la Révolution dans le domaine de la santé sont largement débattues, des magazines médicaux publiés à Bakou, des travaux de scientifiques et d'autres documents sont exposés.
L'un des coins de la salle a été dédié à Nariman Narimanov. Ses articles médicaux, ses effets personnels et la lettre qu'il a écrite à son fils Najaf sont affichés ici.
La dernière salle du musée est consacrée au travail effectué dans le domaine de la santé sous la direction du président de la république d'Azerbaïdjan Ilham Aliyev.